# Przemysław Frasunkiewicz
Przemysław Frasunkiewicz, né le 8 janvier 1979, à Gdańsk, en Pologne, est un ancien joueur polonais de basket-ball. Il évoluait au poste de ailier.

## Palmarès
- Coupe de Pologne:
  - Vainqueur: 2000.
- Supercoupe de Pologne:
  - Vainqueur: 2010.